# Ray Mancini
Ray "Boom Boom" Mancini, nato Raymond Michael Mancino (Youngstown, 4 marzo 1961), è un ex pugile statunitense, uno dei più famosi pugili italoamericani. Il padre Lenny Mancini nacque a Bagheria in provincia di Palermo prima di emigrare per gli Stati Uniti.
Figlio d'arte, suo padre fu anche lui pugile nella categoria pesi leggeri negli anni '40 e gli tramandò il nomignolo "boom boom". 

## Biografia

### Carriera
Professionista a soli diciotto anni, Mancini ebbe come manager Bob Arum. Conquistò dopo un solo anno di professionismo il titolo nordamericano dei pesi leggeri. Dopo venti vittorie consecutive, fu designato a combattere per il titolo mondiale WBC il 3 ottobre 1981 ad Atlantic City contro il grande Alexis Argüello, già detentore del titolo dei piuma e dei superpiuma ma alla sua prima difesa di quello dei pesi leggeri. Alla dodicesima ripresa, con il match ancora in equilibrio, Arguello lo mandò al tappeto con un destro. Mancini fu atterrato nuovamente al 14º round e, a quel punto, il match fu interrotto dall'arbitro che attribuì la vittoria al nicaraguense per knock-out tecnico.
Mancini conquistò il titolo mondiale della World Boxing Association (WBA) l'8 maggio 1982 a Las Vegas, battendo il detentore Arturo Frias, per KOT a 2:54 della prima ripresa. Dopo che entrambi i pugili si erano feriti a vicenda alle arcate sopracciliari, Mancini aveva atterrato l'avversario sino al conto di otto e poi lo stava finendo, quando l'arbitro arrestò il match. 
Difese una prima volta il titolo contro il venezuelano Ernesto España, il 24 luglio 1982, battendolo per KOT al sesto round. Poi lo mise in palio contro il sudcoreano Kim Duk Koo in un'arena al di fuori del Caesars Palace il 13 novembre 1982. Per una buona parte dell'incontro il coreano ebbe il sopravvento. Ferì Mancini all'orecchio sinistro  e gli gonfiò l'occhio sinistro. Negli ultimi round, il detentore riprese le redini del match, sferrando molti più colpi rispetto allo sfidante. Nell'undicesimo round fece cadere Kim in ginocchio. All'inizio del 13º, Mancini bersagliò Kim con una raffica di 39 pugni ma il coreano restò in piedi. Al 14º round, Mancini si portò in avanti e colpì l'avversario con un destro, facendolo indietreggiare. Dopo essere andato a vuoto con un sinistro, Mancini colpì nuovamente Kim col destro, scaraventandolo alle corde e poi al tappeto, che batté con la testa. Kim riuscì a rialzarsi malfermo, ma l'arbitro Richard Green fermò l'incontro attribuendo la vittoria a Mancini per Knock-out tecnico al diciannovesimo secondo del 14º round. L'italo-americano scese dal ring con la mano sinistra enormemente gonfia e l'occhio sinistro completamente chiuso. 
Pochi minuti dopo la fine dell'incontro il coreano entrò in coma e fu portato via dall'arena del Caesars Palace in barella, e portato al Desert Springs Hospital. All'ospedale fu riscontrato un ematoma subdurale nel cranio costituito da 100 cc di sangue. In ospedale fu eseguito un intervento chirurgico cerebrale di emergenza per cercare di salvarlo, ma Kim morì quattro giorni dopo l'incontro, il 18 novembre. Il neurochirurgo disse che l'ematoma fu causato da un pugno alla testa. Negli Stati Uniti lo scalpore dell'incidente fu grande perché l'incontro era stato trasmesso in diretta TV. 
Il fatto scosse Mancini che cadde in depressione. Alcuni mesi più tardi si seppe del suicidio prima della madre di Kim, poi dell'arbitro, che si sentiva in colpa per non aver fermato il match. Nonostante non fosse più lo stesso dopo la tragedia, Mancini difese ancora il titolo due volte fino al 1984, battendo il peruviano Orlando Romero e l'ex campione del mondo dei piuma e dei superpiuma Bobby Chacon, entrambe le volte prima del limite.
Il 1º giugno 1984 subì la seconda sconfitta in carriera per knock-out tecnico al quattordicesimo round contro Livingstone Bramble e perse il titolo mondiale. Dopo aver perso con verdetto unanime ai punti in quindici riprese anche la rivincita con Bramble, Mancini si ritirò temporaneamente dal pugilato. 
Cinque anni più tardi, nel 1989, tentò la scalata al titolo inaugurale WBO dei pesi welter junior contro il terribile Héctor "Macho" Camacho ma perse ai punti con decisione controversa. Un giudice, infatti, aveva visto vincitore l'italo-americano. Nel 1992, dopo altri tre anni d'inattività, tentò di conquistare il titolo nordamericano contro Greg Haugen, ma perse nuovamente per knock out tecnico. Dopo di che si ritirò definitivamente dalla boxe.
Mancini ha combattuto soltanto 34 incontri in carriera ma vincendone ben 23 su 29 prima del limite. Nel 2015 la International Boxing Hall of Fame lo ha ammesso tra i più forti pugili di ogni tempo.

### Media
Il film tv Cuore di campione del 1985 porta sul piccolo schermo la biografia di Mancini, il quale fa una piccola comparsa nella pellicola; la pellicola è stata prodotta da Sylvester Stallone. Ha un piccolo ruolo nel film del 2009 The Nail: The Story of Joey Nardone, diretto da James Quattrochi, interpretando l'aiuto-allenatore "KC".